# Ondřej Prášil
Ondřej Prášil (6. května 1978 Písek) je český fotbalový záložník nebo obránce, který momentálně působí v jihočeském klubu Protivín.
Začínal ve Vodňanech a prošel budějovickým dorostem. Dále působil také v Krči a Neratovicích. Svůj ligový debut si odbyl v dresu žižkovské Viktorky, kam přišel koncem roku 2000. V létě 2006 přestoupil do Mostu. V současnosti působí na pozici asistenta trenéra ligového mužstva FK Teplice.

## Trenérská kariéra
Trenérské zkušenosti začal sbírat jako hrající asistent v týmu Sokol Čížová. Po skončení hráčského působení se vydal na plnohodnotnou trenérskou dráhu. V letech 2014-2017 vedl tým Písku, odkud pochází. V roce 2018 se přesunul do Hradce Králové na pozici asistenta trenéra. V roce 2021 byl u postupu hradeckého týmu do nejvyšší soutěže. I přesto po sezóně toto angažmá spolu s hlavním trenérem Zdenkem Frťalou opustil, aby přešli k mládeži FK Teplice. Společně byli také v roce 2023 „povýšeni“ a přešli k A-týmu severočeského celku.